# طلاتپه (بخش نازلو)
طلاتپه، روستایی است از توابع بخش نازلو و در شهرستان ارومیه استان آذربایجان غربی ایران.

## جمعیت
این روستا در دهستان طلاتپه قرار داشته و براساس سرشماری مرکز آمار ایران در سال ۱۳۹۵، جمعیت این روستا برابر با ۵۴۷ نفر (۲۰۶ خانوار) بوده است.